# JAWS
JAWS (ang. Job Access With Speech) – czytnik ekranowy, czyli oprogramowanie przeznaczone dla osób z upośledzonym wzrokiem, dzięki któremu niewidomi mogą korzystać z komputera. JAWS jest produktem Blind and Low Vision Group at Freedom Scientific of St. Petersburg z siedzibą na Florydzie w Stanach Zjednoczonych.
W maju 2012 z ankiety przeprowadzonej przez WebAIM wynikło, że JAWS jest najpopularniejszym czytnikiem ekranowym na świecie. 49,1% ankietowanych używało go jako głównego czytnika ekranowego a 63,7% używało go często.

## Przeznaczenie
Program jest przeznaczony dla użytkowników komputerów z zainstalowanym systemem operacyjnym Microsoft Windows. Przekazywanie informacji wyświetlanych na ekranie do użytkownika odbywa się za pomocą głosu generowanego przez oprogramowanie, które odczytuje wszelkie dostępne informacje tekstowe. Możliwe jest również wykorzystanie specjalnych monitorów brajlowskich. Wydawanie poleceń programowi odbywa się głównie za pomocą zwykłej klawiatury.

## Użycie skryptów
Program JAWS pozwala na użycie skryptów pisanych w wewnętrznym języku skryptowym JAWS. Skrypty takie pozwalają na zmianę ilości informacji prezentowanych przez wykorzystywane aplikacje. Możliwa jest również taką modyfikacja działania JAWS, która pozwala na współpracę z programami nie wykorzystującymi normalnie używanych metod obsługi w systemie Windows.

## Historia
JAWS został stworzony w 1989 roku przez Teda Hentera, kierowcę motocykli wyścigowych, który stracił wzrok w wypadku w 1978 roku. W 1985 Bill Joyce zainwestował 180 tysięcy dolarów amerykańskich i wspólnie z Henterem założyli Henter-Joyce Corporation' w St. Petersburg na Florydzie. Joyce sprzedał swoje udziały Henterowi w latach 90. W kwietniu 2000 roku, Henter-Joyce, Blazie Engineering i Arkenstone, Inc. połączyły się w Freedom Scientific.
JAWS został najpierw stworzony do pracy w środowisku MS-DOS i był jednym z kilku czytników ekranowych pozwalającym osobom niewidomym na współpracę z tekstowymi programami MS-DOS. Unikalną cechą było użycie kaskadowego menu, podobnego do popularnego wówczas programu Lotus 1-2-3. JAWS różnił się również od konkurentów użyciem makr, które pozwalały użytkownikowi na przystosowywanie interfejsu i lepszą pracę z różnymi aplikacjami.
Ted Henter i Rex Skipper stworzyli pierwotną wersję kodu JAWS w latach 80. Wersja 2.0 ukazała się w latach 90. Skipper opuścił firmę po wypuszczeniu wersji 2.0, i na jego miejsce przyjęta Charles'a Oppermanna Oppermann i Henter regularnie dodawali drobne i większe poprawki i usprawnienia i często wypuszczali nowe wersje oprogramowania. Obecnie Freedom Scientific oferuje JAWS na MS-DOS jako freeware, który można darmowo ściągnąć z ich strony internetowej.
W 1993, Henter-Joyce wypuścił mocno zmodyfikowaną wersję JAWS dla ludzi z opóźnieniami rozwoju. Ten produkt nazwany WordScholar nie jest już dostępny.

## JAWS dla środowiska Windows
W 1992 roku, gdy Microsoft Windows stał się bardziej popularny, Oppermann rozpoczął prace na nową wersją JAWS. Głównym celem było nieingerowanie w naturalny interfejs użytkownika w systemie Windows i kontynuacja użycia rozbudowanych możliwości makr. Testy i wersje beta JAWS for Windows (JFW) były demonstrowane na konferencjach w 1993 i 1994. Podczas tego okresu deweloper Glen Gordon rozpoczął pracę przy kodzie, i ostatecznie przejął projekt, gdy Oppermann przeszedł do Microsoft w listopadzie 1994 roku. JAWS for Windows 1.0 został wprowadzony na rynek w styczniu 1995 roku.
Obecnie nowa wersja JAWS for Windows jest wypuszczana średnio raz do roku z niewielkimi poprawkami. W październiku 2012 roku pojawiła się wersja 14.0 działająca na systemie operacyjnym Windows 8.

## Historia zmian
| Wersja   | Data opublikowania   | Ważne zmiany |
| -------- | -------------------- | --- |
| JFW 1.0  | styczeń 1995         | Pierwsza wersja na Windows, |
| JFW 2.0  | 1996                 | Wsparcie Windows 95 |
| JFW 4.0  | 14 września 2001     | - Liczne zmiany w interfejsie użytkownika - Wprowadzono opcjonalne podpowiedzi i pomoc dotyczącą klawiszy dostępu |
| JFW 4.5  | 30 sierpnia 2002     | - Klawisze szybkiej nawigacji do Internet Explorer, do nawigowania pomiędzy elementami HTML na stronach internetowych |
| JFW 5.0  | 9 października 2003  | - Wiele ulepszeń wspierających obsługę internetu - Speech and Sounds Manager sygnalizujący czcionki, kontrolki oraz elementy stron internetowych.                                                                                          |
| JFW 6.0  | 3 marca 2005         | - Wprowadzenie aktywacji internetowej - Wprowadzenie indywidualnych ustawień użytkowników |
| JFW 7.0  | 14 października 2005 | - Wprowadzenie wersji Flash - Wsparcie dla Mozilla Firefox - Koniec wsparcia Windows 95 |
| JFW 7.1  | 21 czerwca 2006      | - Automatyczne aktualizacje - Przejście na silnik Document Object ModelSwitched dla renderowania HTML |
| JFW 8.0  | 17 listopada 2006    | - Dostarczany wraz z RealSpeak Solo SAPI 5 Speech Synthesizers - Brak wsparcia Windows 98 oraz Windows Me - Wsparcie Windows Vista |
| JFW 9.0  | 19 listopada 2007    | - Wsparcie składu HTML - Nowe okno dialogowe „dostosuj opcje JAWS” |
| JFW 10.0 | 3 listopada 2008     | - Wprowadzenie opcji JAWS Tandem pozwalającej osobie korzystającej z JAWSA na dostęp do innego komputera, na którym działa JAWS na zasadzie zdalnego pulpitu - Wsparcie dla iTunes w wersji 8 oraz iTunes Store                            |
| JFW 11.0 | 23 października 2009 | - Research It, opcja pozwalająca na szybki dostęp do informacji takich jak: definicje słów, prognozy pogody czy wyniki sportowe - Wydawany na płytach DVD zamiast CD - Dostarczany razem z pełną wersją FSReader 2.0                       |
| JFW 12.0 | 21 października 2010 | - Nowe centrum ustawień zastępujące stary menedżer ustawień - Zapewnia sprawną obsługę wstążek za pomocą „wirtualnego menu wstążek” - Wsparcie dla specyfikacji ARIA pozwalającej bardziej udostępnić strony internetowe osobom niewidomym |
| JFW 13.0 | 24 października 2011 | - Zawiera wbudowany OCR rozpoznający grafiki na ekranie - Zawiera nowe „Szybkie ustawienia” |
| JFW 14.0 | 22 października 2012 | - Wspiera Windows 8 - Wprowadzono Flexible Web, opcje pozwalającą użytkownikowi ukrycie niechcianych elementów HTML na stronach internetowych                                                                                              |